# Erythrodiapedese
Als Erythrodiapedese (von altgriechisch ἐρυθρός erythrós = ‚rot‘ sowie altgr. κύτος kýtos = ‚Höhlung‘, ‚Gefäß‘, ‚Hülle‘ und altgriechisch διά dia = ‚durch‘, ‚hindurch‘, ‚zwischen‘, ‚auseinander‘ und altgriechisch πηδᾶν pedan = ‚springen‘, ‚hüpfen‘), auch Erythrozytenextravasation genannt, bezeichnet man das Übertreten von roten Blutkörperchen (Erythrozyten) aus den kleinen Blutgefäßen (Arteriolen, Kapillaren und Venolen) durch das Endothel in das Interstitium (auch Stroma genannt).
Der englischsprachige Fachbegriff lautet Extravasation of erythrocytes beziehungsweise erythrodiapedesis. Das Durchtreten von weißen Blutkörperchen Leukozyten ist eine weitere Form der Diapedese, die Leukodiapedese, die eine andere Ätiologie (Entzündungsprozesse) und einen anderen Durchtrittsmechanismus (Leukozytenmigration) hat.

## Beschreibung
Der Durchtritt von Erythrozyten durch die Kapillarwand wird durch eine krankheitsbedingte Lockerung der Verbindung der Endothelzellen untereinander (Tight Junctions) ermöglicht. Diese extreme Form der Gefäßerweiterung (Vasodilatation) kann beispielsweise bei einer chronisch-venösen Insuffizienz durch den erhöhten venösen Druck und die degenerierten Kapillarwände auftreten.
Bei einer hämorrhagisch-nekrotisierenden Entzündung können die Erregertoxine die Kapillarwände so stark schädigen, dass Erythrozyten in das Stroma übertreten. Ekchymosen sind im Bereich der Haut ein Zeichen für eine Erythrodiapedese. Sind diese Ansammlungen von Erythrozyten in der Haut punktförmig, so spricht man von Petechien. Sind sie etwa münzgroß, so werden sie als Sugillation bezeichnet und großflächig heißen sie Suffusion. Im Unterschied dazu spricht man bei einer tiefergehenden, bis in das Muskelgewebe reichenden, großflächigen Erythrodiapedese von einem Hämatom (Bluterguss). Ein Hämatom entsteht jedoch nicht krankheitsbedingt, sondern durch Gewalteinwirkung von außen.

## Medizingeschichte

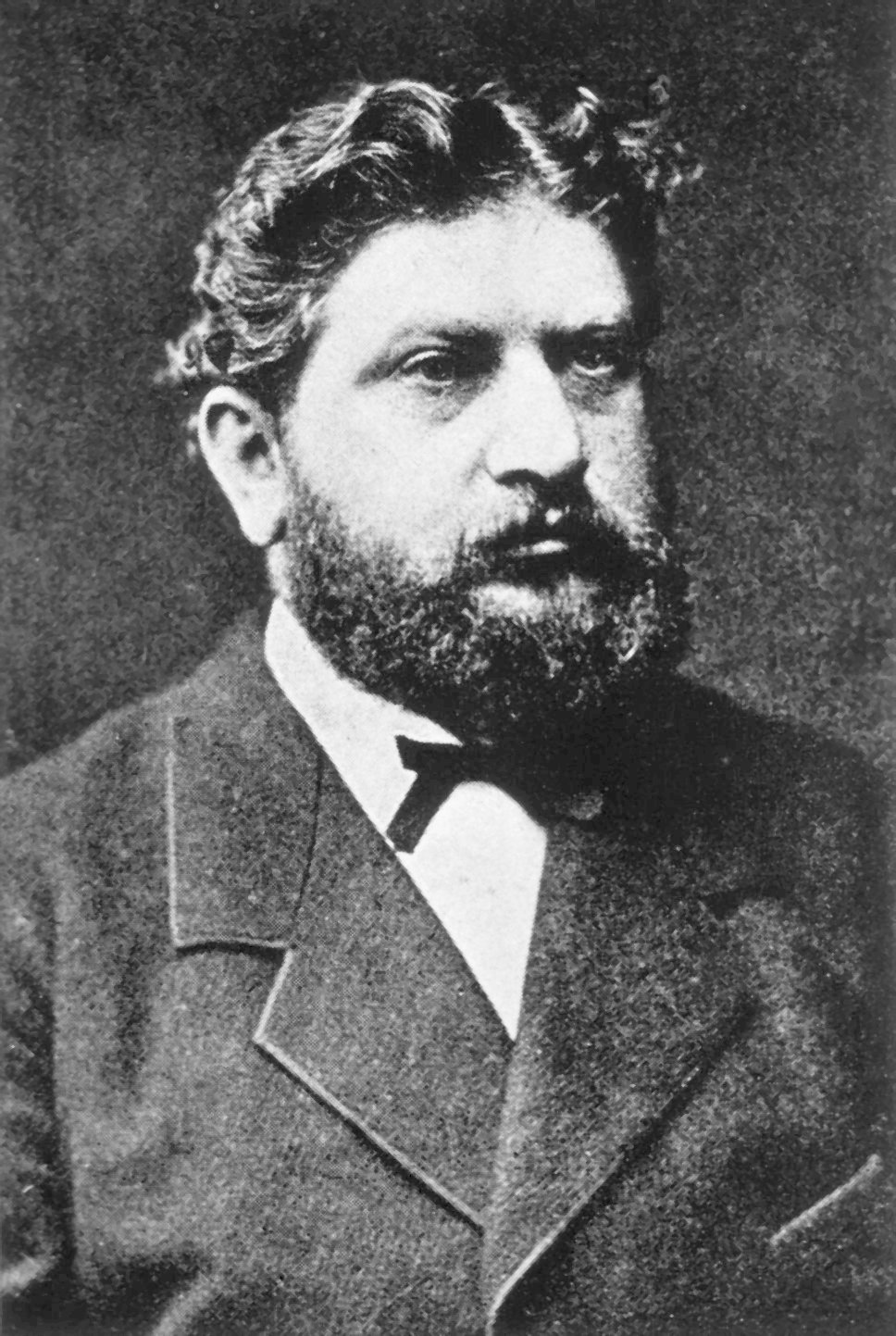
Julius Friedrich Cohnheim

Die Erythrodiapedese wurde 1867 von Julius Friedrich Cohnheim, damals Assistent von Rudolf Virchow, zusammen mit der Leukodiapedese am Mesenterium eines Frosches beobachtet.

## Weiterführende Literatur
- E. Stoica, M. Iliescu, D. Chimion: Oral erythrodiapedesis at the onset of cerebrovascular accidents. In: Confinia Neurologica. Band 33, Nummer 5, 1971, S. 277–284, ISSN 0010-5678. PMID 5145018.